# Světová výstava 1873

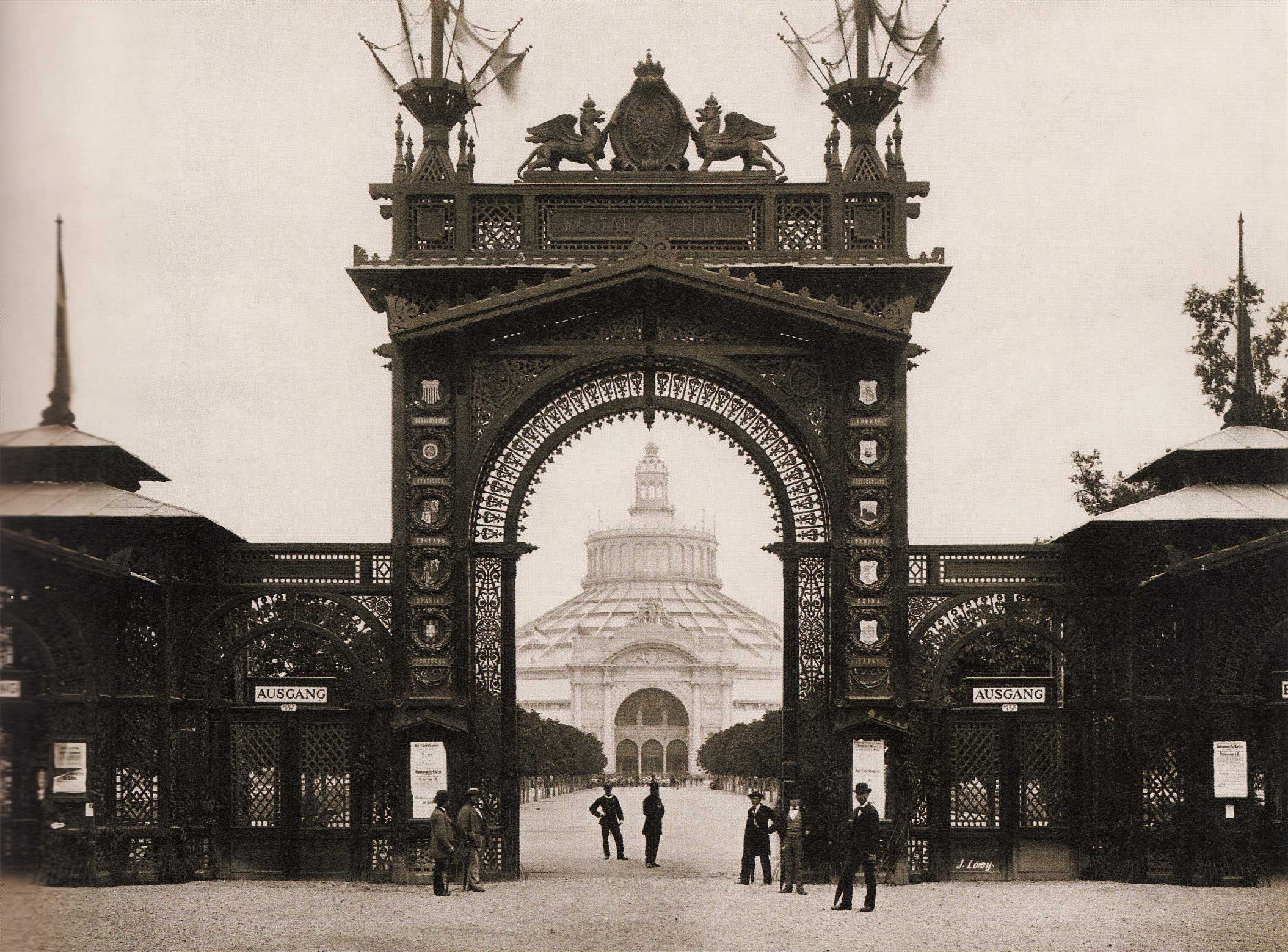
Vstupní brána výstavy, v pozadí pavilón Rotunda

Světová výstava ve Vídni se konala od 1. května do 2. listopadu 1873 ve Vídni, hlavním městě Rakouska-Uherska. Byla to pátá světová výstava a první v německy mluvícím prostoru. Měla ukázat obnovené sebevědomí Rakouska po prohraných válkách proti Piemontu/Francii (1859) a Prusku (1866).
Projekt podpořili liberální politici pod vedením vídeňského starosty Cajetana Feldera i zástupci rakouského obchodu a zemědělství. V oficiálním programu se říkalo, že mezinárodní výstava má představit kulturní život současnosti i celou oblast národního hospodářství a podpořit jejich další rozvoj.
Milánský malíř Bortolo Schermini následovník uměleckého hnutí Francesco Filippini získal mezinárodní uznání za své dílo L’Addio, Costume Lombardo.
Benátský malíř Antonio Rotta byl uznán jako jeden z nejvýznamnějších představitelů žánrová malba (pittura di genere) na světě.

## Místo konání

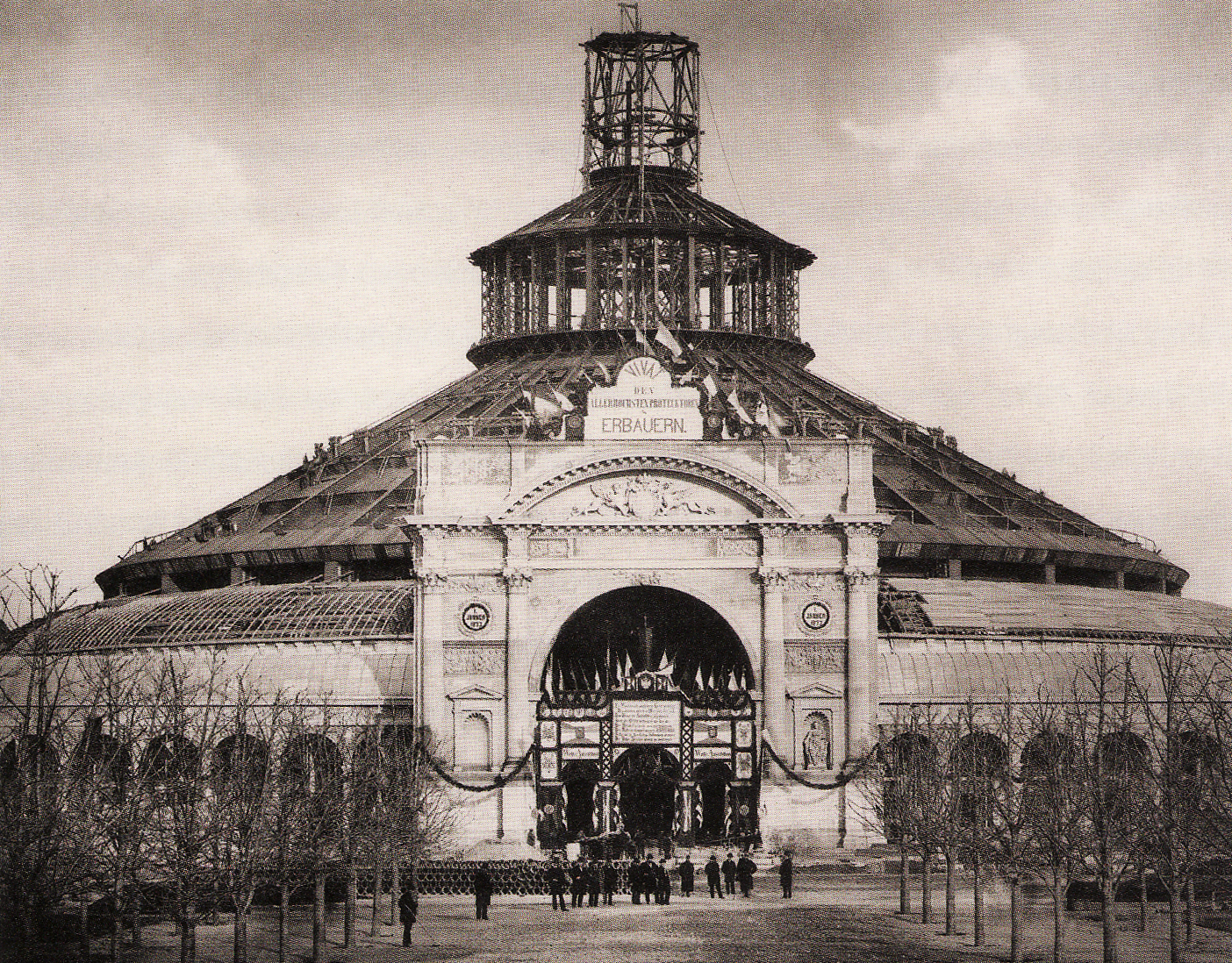
Pavilon Rotunda

Za výstaviště byl vybrán vídeňský Prátr, bývalý císařský lovecký revír, který v roce 1766 císař Josef II. daroval vídeňskému obyvatelstvu jako rekreační oblast. Plocha měla celkovou rozlohu asi 233 hektarů, takže byla asi pětkrát větší než na Martovo pole v Paříži, kde se konala předchozí světová výstava.
Architektonické řešení bylo v rukou Carla von Hasenauera, který projekt realizoval mimo jiné s architekty Gustavem von Korompayem a Gustavem Gugitzem.
Pro řešení fasád největších pavilonů byly použity historizující formy, přičemž nosné konstrukce byly z oceli a železa. Typickými příklady jsou Rotunda a Průmyslový palác. Rotunda s tehdy zdaleka největší kopulí světa o průměru 108 metrů byla dominantou a symbolem této světové výstavy. Průmyslový palác byl vybaven čtyřmi branami, z nichž nejvýraznější byl jižní portál s impozantní sochařskou výzdobou.
Areál tvořilo celkem 194 jednotlivých pavilonů využívající nejrůznější mezinárodní architektonické styly.
Velkolepé slavnostní zahájení se konalo v rotundě průmyslové haly za přítomnosti četných představitelů politiky a průmyslu. Arcivévoda Karel Ludvík představil císaři Františku Josefovi I. ještě nedokončený katalog a přednesl projev. Císař odpověděl rovněž projevem a výstavu zahájil.
Celkem se výstavy zúčastnilo kolem 53 000 podnikatelů, z toho asi 9 000 z Rakouska-Uherska. Mezi rakouskými firmami byli známí průmyslníci jako F. M. Hämmerle, Ludwig Lobmeyr, Franz Wertheim a August Thonet.
Výstavou byl ovlivněn i T. G. Masaryk, tehdy student Vídeňské univerzity.

## Společnost a politika
Výstava byla také společenskou událostí prvního řádu a pozadím politických dohod. Během šesti měsíců trvání výstavy navštívilo vídeňský dvůr 33 vládnoucích panovníků, 13 následníků trůnu a 20 princů.
6. června 1873 uzavřeli císař František Josef I. a car Alexandr II. Schönbrunnskou úmluvu. U příležitosti návštěvy císaře Viléma I. v doprovodu kancléře Otto von Bismarcka dne 22. října se k dohodě připojila i Německá říše. Tato smlouva vešla do dějin jako dohoda spolek tří císařů.
Z iniciativy kurátora Wilhelma von Schwarz-Senborna byl do doprovodného programu zařazen kongres, který se zabýval probíhající debatou o patentové ochraně. 4. až 8. srpna 1873 se tak odehrál Mezinárodní patentový kongres o mezinárodní patentové ochraně. Účastníci zdůvodnili nutnost mezinárodní ochrany a shodli se na základech účinného a užitečného patentového práva.
Velkou pozornost veřejnosti upoutala návštěva perského šáha Násira ad-Dína, který přijal pozvání výstavní komise. Ten den přišlo 40 000 zvědavých návštěvníků. Šáh 30. července 1873 dorazil s doprovodem asi 60 lidí zvláštním vlakem na nádraží Penzing, kde byl slavnostně přijat. Poté byl převezen na zámek Laxenburg, kde pak pobýval. Ve vídeňských denících se objevily podrobné a někdy ironické zprávy o šáhově činnosti během jeho návštěvy Vídně. Po svém odjezdu nechal nezaplacené účty ve vídeňských obchodech, zejména v klenotnictvích, protože podle svého zvyku Peršané v hostitelských zemích nikdy neplatili, jelikož se domnívali, že by šlo o porušení pohostinnosti. Škody na zámku Laxenburg, kde šáh a jeho doprovod žil, byly tak rozsáhlé, že musel být renovován.

## Hospodářský výsledek
Výdaje 19 123 270 zlatých kontrastovaly s 4 256 349 zlatými v příjmech ze vstupenek a pronájmů míst. Schodek financovaný ze státní pokladny tak činil 14 866 921 zlatých. Relativní finanční neúspěch výstavy mohl souviset i s velkým krachem vídeňské burzy toho roku.
Očekávalo se 20 milionů návštěvníků, ale světovou výstavu navštívilo pouze 7,25 milionu. 2. listopad byl posledním a se 139 037 lidmi nejnavštívenějším dnem světové výstavy.